# Фрияна
Фрияна (Флианос, также Пиран)  — мифический предок Кави Виштаспы.

## История
Фрияна упомянут в арамейском папирусе Бруклинского собрания в качестве отца «каспия» Багазушты. Можно предположить, что к середине I тыс. до н. э. каспии в значительной степени подверглись иранизации, а присутствие у них скифских имен показывает, что скифы оказывали сильное влияние на своих соседей. Хотя Струве В.В. говорил, что каспиев греческие историки называли также массагетами, то есть «большими саками».
В одной из самых важных по содержанию Гат восхваляются «славные потомки туранца Фрияна» за их ревностное служение богине Арамати. Арамати — одна из центральных фигур пантеона Зороастра — была олицетворением мирного процветающего оседлого скотоводства, составлявшего не только хозяйственный, но и религиозный идеал раннего зороастризма. Добавочным аргументом в пользу того, что «туранец» Фрияна был именно скиф, служит то, что это имя встречается на скифской почве: в надписи из Ольвии, в грецизированной форме. Контекст, в котором упоминается в Ясна (Yasna)  «туранец» Фриана, не оставляет сомнения, что Зороастр был тесно связан с его родом, возможно, сам принадлежал к нему.